# Vol Northwest Orient Airlines 705
Le vol Northwest Orient Airlines 705 est un vol intérieur régulier assurant la liaison entre Miami, en Floride, et Portland, dans l'Oregon, avec plusieurs escales prévues à Chicago, Spokane et Seattle. Le 12 février 1963, le Boeing 720 effectuant ce vol s'est disloqué en plein vol et s'est écrasé dans les Everglades, peu après le décollage de l'aéroport international de Miami lors d'un violent orage. Aucun des 43 passagers et membres d'équipage n'a survécu à l'accident.

## Contexte

### Avion

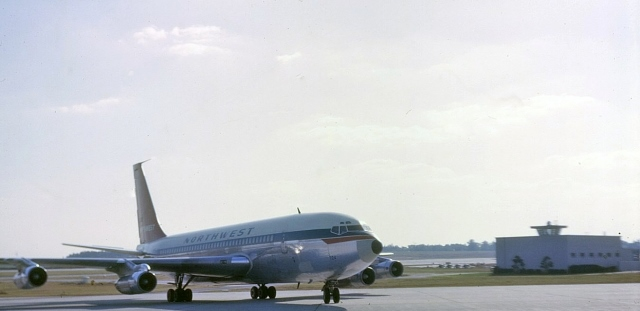
N724US, l'appareil impliqué, ici à l'aéroport international Hartsfield-Jackson d'Atlanta un an avant l'accident.

L'appareil en question est un Boeing 720-051B immatriculé N724US (numéro de série 18354/224) et fabriqué le 14 juillet 1961. 
Depuis sa mise en service, cet avion de ligne court/moyen-courrier, propulsé par quatre moteurs Pratt & Whitney JT3D-1, totalisé 4 684 heures de vol.

### Équipage
Le commandant de bord, Roy W. Almquist (47 ans), cumule 17 385 heures de vol, dont seulement 150 heures sur Boeing 720. Il avait des qualifications de type sur Douglas DC-3, Douglas DC-4, Douglas DC-6, Douglas DC-7, Lockheed L-188 Electra et Boeing 720.
Le copilote, Robert J. Feller (38 ans), compte 11 799 heures de vol, dont 1 093 heures sur Boeing 720. Il était également qualifier sur DC-4, DC-6, DC-7 et Boeing 720.
Le second officier, Allen R. Friesen (29 ans), totalise 4 853 heures de vol à son actif, dont 523 heurs sur Boeing 720.

## Déroulement du vol
Avant de quitter Miami en début d'après-midi, l'équipage du vol 705 a interrogé le contrôleur au sol de l'aéroport sur les itinéraires de départ utilisés, et le contrôleur a répondu que la plupart des vols décollaient « soit par une montée en direction du sud-ouest, soit par une montée en direction du sud-est, puis revenaient vers l'aéroport une fois la montée terminée ».
Après le décollage du Boeing 720 de la piste 27L, avec le commandant Almquist comme pilote en fonction (PF), il a effectué un virage à gauche, en se basant sur les vecteurs radar du contrôle des départs de Miami, pour éviter les zones de turbulences prévues liées à l'activité orageuse dans la région. Un autre avion a suivi les mêmes instructions peu avant le décollage du vol 705.
Tout en maintenant une altitude de 5000 pieds (1 500 m) et un cap de 300°, le vol 705 a contacté les contrôleurs et demandé l'autorisation de monter à une altitude plus élevée. Après une discussion entre l'équipage et le contrôleur radar des départs au sujet de l'activité orageuse, et alors que l'autorisation de monter était coordonnée avec le centre de contrôle du trafic aérien de Miami, le copilote a indiqué : « Eh-h, nous sommes dans une zone de temps clair maintenant. Nous pouvons voir la tempête devant nous... ça a l'air plutôt mauvais. »

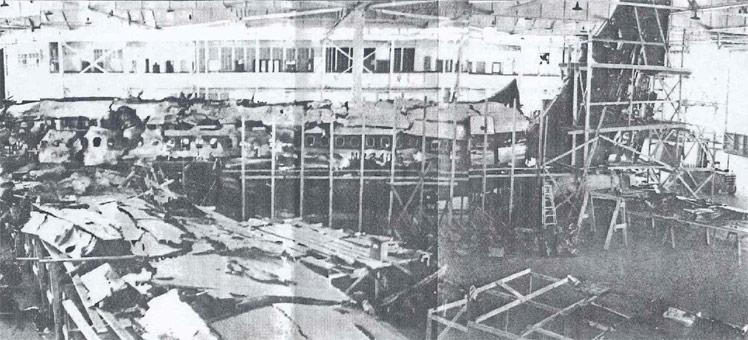
La section arrière de l'avion, reconstituée dans un hangar.

À 13 h 43 EST, le vol 705 a été autorisé à monter au niveau de vol 250 (25 000 pieds (7 600 m)). Les pilotes ont répondu : « OK, ehhh, nous allons faire un virage à gauche d'environ 30° et monter... ». Le contrôleur a demandé si 270° était leur cap de montée sélectionné, et ils ont répondu que cela les amènerait « ... à nouveau dans la zone de beau temps... ». En conséquence, les contrôleurs ont accordé l'autorisation aux pilotes. Après quelques discussions sur l'intensité des turbulences, qui ont été décrites comme modérées à fortes, l'équipage a conseillé au contrôle aérien : « OK, vous feriez mieux de faire partir les autres vol dans l'autre sens maintenant. »
À 13 h 45, le contrôle du vol 705 a été transféré au centre de contrôle régional (ARTCC) de Miami. Des difficultés de communication ont eu lieu, mais après que l'avion eut reçu une fréquence radio différente à utiliser, l'équipage a établi le contact avec l'ARTCC de Miami. Plusieurs minutes après l'établissement du contact, l'avion est entré dans un fort courant d'air ascendant. Celui-ci a d'abord réagi en piquant du nez, ce à quoi les pilotes ont probablement réagi en cabrant l'appareil. Cela a provoqué une augmentation rapide de son altitude, avec un taux de montée augmentant progressivement jusqu'à environ 9 000 pieds/min (2 700 m/min). Cela a également fait chuter la vitesse de 270 à 215 nœuds (500 à 398 km/h), ce qui a incité le commandant de bord à appliquer la gouverne de profondeur et le compensateur à fond. À la suite de cette action, le taux de montée a diminué jusqu'à zéro, lorsque l'altitude a culminé momentanément à un peu plus de 19 285 pieds (5 878 m). À mesure que l'avion s'approchait de son altitude maximale, les accélérations verticales changèrent rapidement de 1 à environ -2 G.

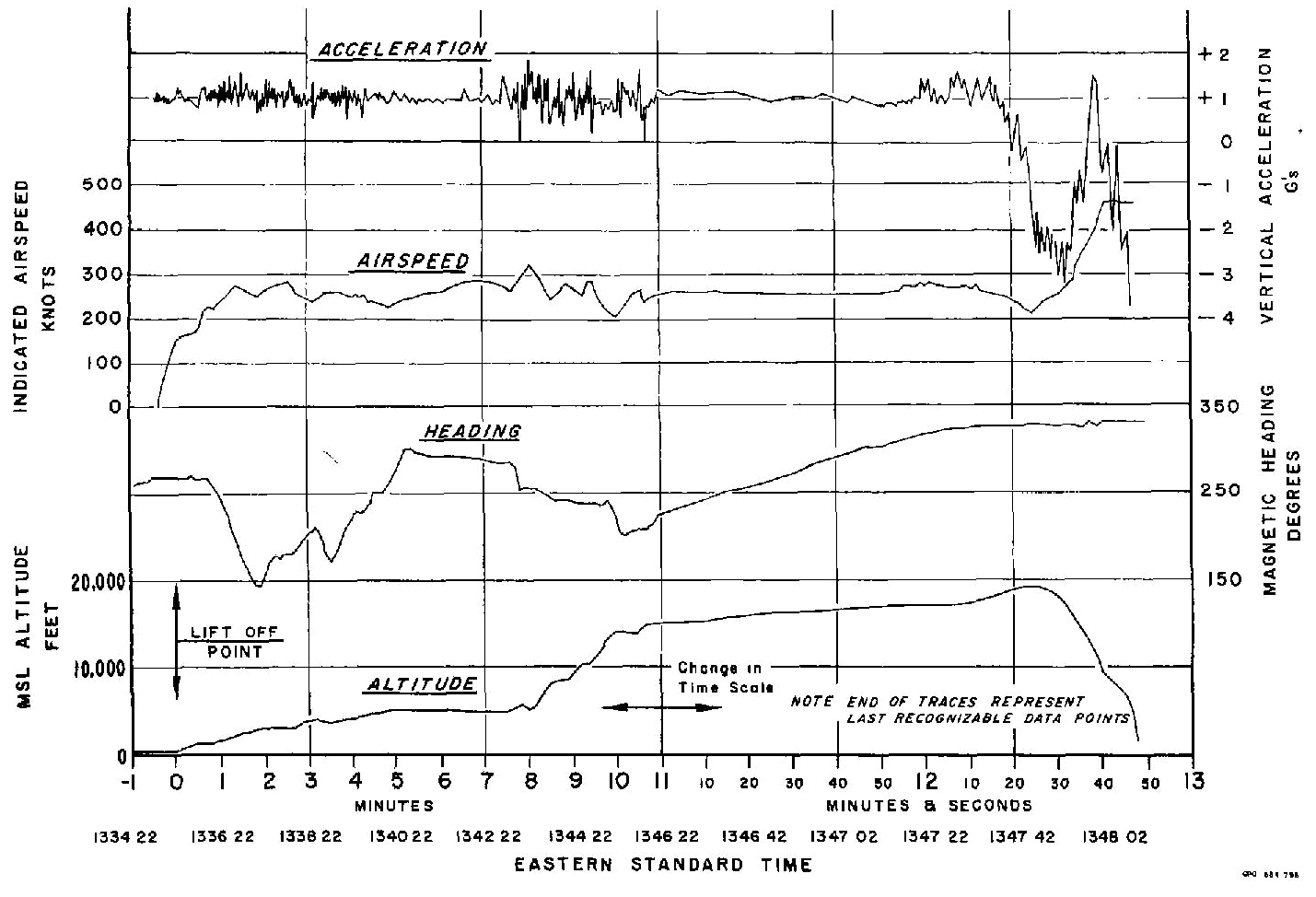
La section arrière de l'avion, reconstituée dans un hangar.

Au cours des sept secondes suivantes, l'accélération négative a continué à augmenter à un rythme plus lent, avec plusieurs fluctuations, jusqu'à une valeur moyenne d'environ -2,8 G, et l'avion a commencé à piquer vers le sol, en prenant de plus en plus de vitesse et à un angle de 90°. Au fur et à mesure de la descente, l'accélération est passée de -2,8 G à 1,5 G, alors que le pilote essayait de sortir l'avion de la plongée en tirant sur le manche et en appliquant le compensateur à cabrer.
En dessous de 10 000 pieds (3 000 m), l'ensemble du fuselage s'est disloqué sous l'effet des contraintes aérodynamiques, liées au plongeon de l'avion. La principale défaillance structurelle est survenue lorsque les ailes et les deux empennages horizontaux se sont arrachés vers le bas, de manière pratiquement simultanée. La partie avant du fuselage s'est brisé vers le haut et l'empennage vertical s'est brisé vers la gauche. Les quatre moteurs se sont séparés des ailes avant que les restes de l'avion ne s'écrasent dans une zone inhabitée du parc national des Everglades, à 60 km à l'ouest-sud-ouest de l'aéroport international de Miami.

## Enquête
Le rapport final du Civil Aeronautics Board (en) (CAB) sur cet accident a déterminé que la cause principale de la catastrophe est la combinaison défavorable de violents courants d'air verticaux à haute altitude et d'une utilisation excessive du compensateur des gouvernes de profondeurs par le commandant de bord, ce qui a entraîné une perte totale de contrôle du tangage à partir duquel aucune récupération réussie n'a été effectuée.
Les enquêteurs ont notamment découvert que la force nécessaire pour déplacer les gouvernes vers le bas a atteint un maximum de 10° et, à mesure que l'angle augmentait, la force requise diminuait. Les forces G négatives causées par le piqué de l'avion auraient probablement soulevé les pilotes de leurs sièges, brouillant leur vision et les rendant incapables de maintenir le manche, qui était complètement incliné vers l'avant, en raison de sa sensibilité accrue en vol. De ce fait, il était presque impossible de commencer à récupérer avant d'avoir atteint 320 nœuds (592 km/h), qui correspond à la vitesse maximale à atteindre pour la récupération de l'avion.